# Louis Delbor
Louis Delbor fue un deportista francés que compitió en ciclismo en la modalidad de pista. Ganó una medalla de plata en el Campeonato Mundial de Ciclismo en Pista de 1910, en la prueba de medio fondo.

## Medallero internacional
| Campeonato Mundial | Campeonato Mundial | Campeonato Mundial | Campeonato Mundial |
| Año                | Lugar              | Medalla            | Competición        |
| ------------------ | ------------------ | ------------------ | ------------------ |
| 1910               | Bruselas (Bélgica) | Medalla de plata   | Medio fondo (A)    |